# Extinderea domeniului luptei
Extinderea domeniului luptei (în franceză Extension du domaine de la lutte) este romanul de debut al scriitorului francez Michel Houellebecq și a fost publicat în 1994 (în Franța). Romanul narează povestea unui bărbat cu depresie, izolat din proprie inițiativă de societate, a cărui ocupație este programarea. În anul 1999 a fost realizată o adaptare cinematografică după acest roman.